# 西勝寺 (南砺市)
西勝寺（さいしょうじ）は、富山県南砺市（旧利賀村）坂上地区にある真宗大谷派の寺院である。山号は五谷山（ごこくさん）。
江戸時代においては五箇山地域に2つしかない「寺身分」であり（内1つは赤尾行徳寺）、利賀地域一帯の中心的寺院と位置付けられていた。現在、寺院そのものが市の指定文化財とされている。

## 歴史
五箇山地域に浄土真宗が広まったのは15世紀後半頃であるが、当初これを主導したのは越前国（現福井県）の和田本覚寺であった。この頃、本願寺5代綽如の庶子筋が越前国を中心に北陸一帯で布教を行っており、五箇山に教線を広げたのも和田本覚寺に代表される「北国一家衆（綽如の庶系子孫）」であった。
五箇山の中央部に当たる下梨から西は和田本覚寺の勢力下にあったが、これにやや遅れて五箇山東部の利賀谷に進出したのが吉藤専光寺（現金沢市専光寺町）であった。西勝寺は専光寺末寺の道場として出発し、やがて利賀谷の中心寺院として成長していくこととなる。

### 西勝寺の創立
西勝寺の寺伝によると、元祖明栄は加賀国河北郡津幡弘願寺出身の明宗の息子で、父とともに越前国吉崎御坊に滞在していた本願寺8代蓮如に仕えていた人物であったという。明宗・明栄父子は文明7年（1475年）春に暇を請うと、婦負郡杉原にあった真言宗金剛院の道場寺跡に入り、これを真宗寺院城生西勝寺と改めた。同年7月16日から明栄は蓮如の井波瑞泉寺下向に従って供を務め、この時庄川上流（利賀谷）も巡行した。瑞泉寺へ戻った後、蓮如は明栄を召して六字名号とともに利賀谷に庵を建てるよう内意を伝え、翌文明8年（1476年）5月に明栄は上畠に地区民の厚意を受けて草庵を建てた。
明栄は利賀谷で順調に門徒を増やしたが、明栄の到来以前から大塔山（尾洞山か）に堂宇を持つ真言宗諦宗坊がこれに危機感を抱いた。そこで延徳2年（1490年）3月25日夜半に諦宗坊は風雨に紛れて上畠の草庵を襲い、明栄は44歳にして諦宗坊により殺されてしまったという。
明栄の長男明覚はこの時加賀国で修学中であったが、父の死を聞くと草庵に入ってその跡を継いだ。明覚は明応3年（1494年）に下田に1宇を建立し、この時初めて西勝寺と公称したとされる。永正10年（1513年） 2月25日に明覚は43歳で没したが、その長男3代明慶も大永2年（1522年）8月14日に早世した。
この時明慶の長男明恵はわずかに2歳であったため、明覚の次男4代明徳（享禄3年/1530年没）、三男5代明逸（享禄3年/1530年没）が相次いで地位を継承した。なお、大永2年（1522年）に西勝寺は本願寺9代実如より本尊を下付されており、この年が実質的な西勝寺の開基年であった。

### 6代明恵の再興

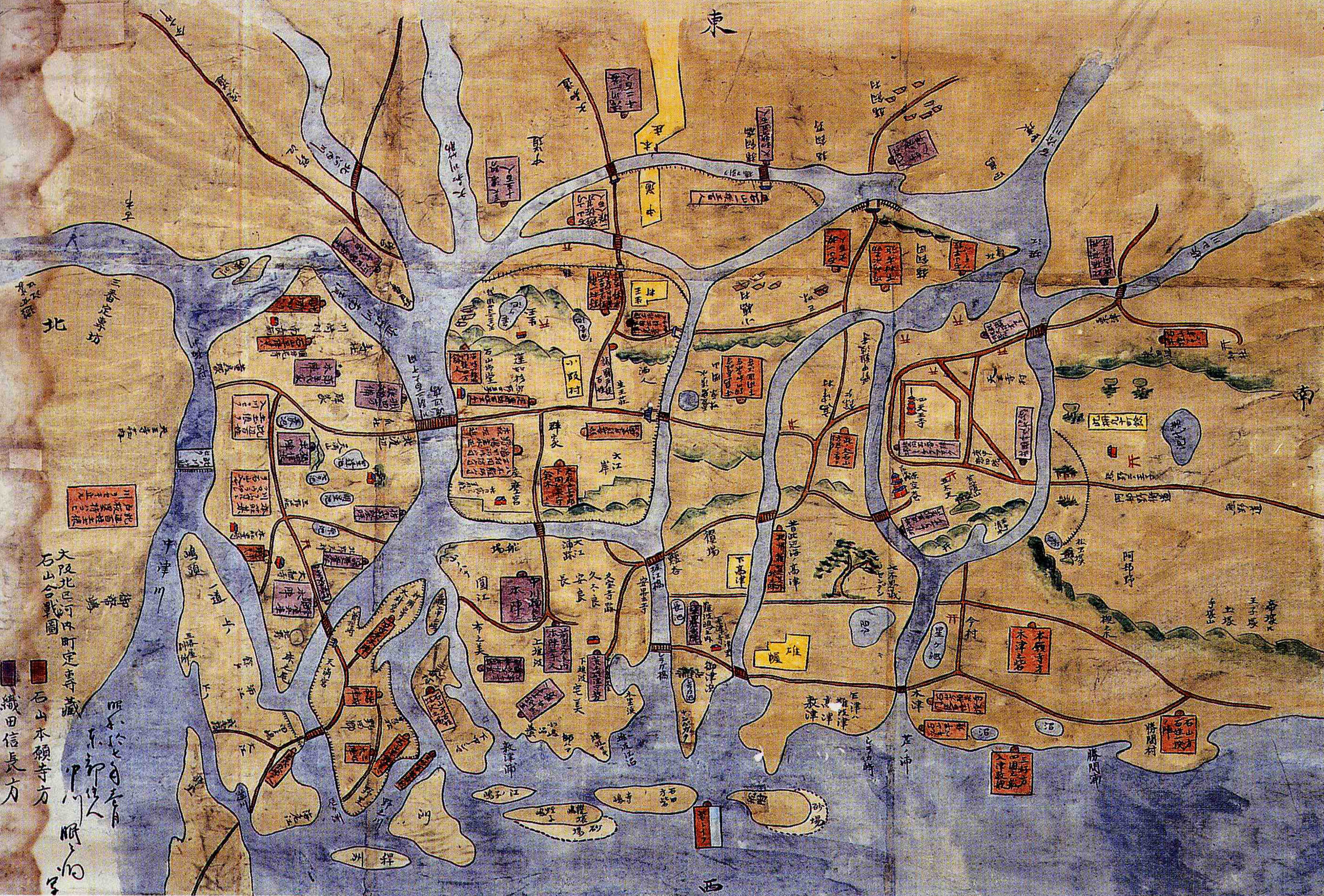
「石山戦争図」（和歌山市立博物館蔵）。

4代明徳の没後、既に成人となっていた明恵が6代目となったが、明恵の時代は織田信長と石山本願寺の抗争（石山合戦）に加わったことで知られる 。
弘化2年（1845年）の養照寺（現入善町）の由緒書きによると、城端善徳寺空勝より養照寺祐玄に織田軍攻撃の報があった。そこで祐玄は生地村専念寺・五谷山西勝寺と協力して鉄砲6挺を用意し、また五箇山から塩硝を集めて伏木より海路大坂に向かった、という。そして軍師の鈴木氏から専光坊組へ塩硝才許が申し付けられたため、専光坊組に渡された。以後、西勝寺が五箇山塩硝を全て買い上げ、西勝寺新発意明順が伏木経由で石山に届けたという。
最終的に石山合戦は本願寺の敗北に終わったが、和睦を受け容れるか抗戦を続けるかで本願寺内部に対立が生じた。徹底抗戦を主張した教如（東本願寺の始祖）は天正10年に五箇山に下向したこともあり（窪城の戦い）、西勝寺明恵は善徳寺空勝らとともに教如を支持する派閥（後の東本願寺）に加わった。慶長2年から5年にかけて教如派寺院は加賀藩の弾圧を受けたが、豊臣秀吉の死をきっかけに教如派は復権し、徳川家康の寄進を受けて東本願寺を創設した。
慶長6年（1601年）、明恵は「顕如上人真影」を下賜されているが、これは加賀藩の弾圧を耐えて教如支持を続けた西勝寺に対する褒章としての意味合いがあったとみられる。なお、西勝寺の寺伝では「中興明慶と申す僧、慶長6年に再興候」と伝えられるが、教如より宝物を下付された年を再興年とするのは、東本願寺末寺によくみられる事例である。
その後、慶長12年には「教如上人御寿像」を下付され、元和8年（1622年）には「太子七高僧真影」と五谷山の号を下賜された。なおこの時点（江戸時代初期）では西勝寺は「五尊」を完備していない（=寺と公認されていない）が、延宝6年（1678年）の「寺所本末並組合付之帳」には「加州金沢専光寺下寺 西勝寺」を「坂上村西勝寺と改める」とあり、西勝寺は江戸時代の初めから既に寺身分として把握されていたようである

### 寺院としての確立

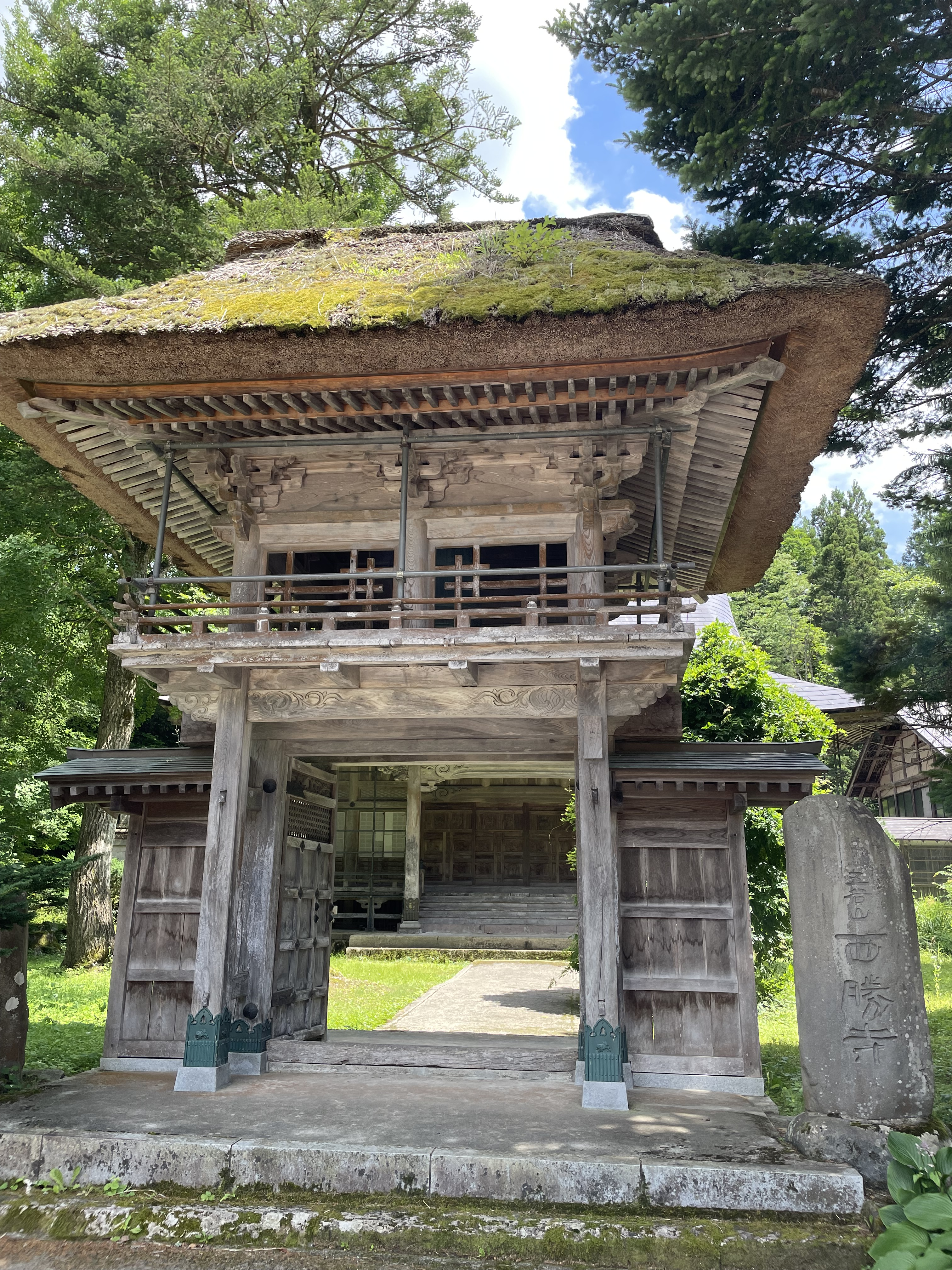
西勝寺門

6代明恵の没後は明順が7代目となったとされるが、これ以後17代明学までの系譜は記録がない。17代明学は明暦元年（1655年）9月25日に、18代明清は寛文10年（1670年）3月11日に、19代明浄は元禄5年（1692年）3月26日に、それぞれ飛櫓の地位（本山の法会で仏壇の内側に接する部屋に座ることを許された末寺の格式）を認められた記録があるのみである。なお、どの住職の時代であるかは不明だが、元和8年（1622年）に聖徳太子・七高僧絵像が通例通り同時に下付されている。
20代の明栄は宝永8年（1711年）3月20日に15歳で飛檐出仕したが、延享2年（1745年）8月22日に出火があって本堂と庫裏を焼失してしまった。寛政7年（1795年）の「五尊御裏並御免状」にも同年の出火により木仏御免状が焼失してしまったとの記載がある。この時に明栄は下田から現在の新田地内へと寺基を移し、その後宝暦2年（1752年）7月22日に亡くなり21代正空が跡を継いだ。
22代智円より妻の名前や分家の記録が残るようになり、23代法雲の子賢住は沢田家を興し、順応は美濃国郡上郡剣村浄円寺住職となったと伝えられる。なお、法雲の時代の文化4年（1807年）10月2日に親鸞絵伝を下付されており、これにより西勝寺は「五尊（木仏・親鸞聖人御影・聖徳太子影像・七高祖影像・本願寺前往上人影像）」を完備することとなった。

### 近現代
慶応元年（1865年）より住職となった26代霊城の時代に明治維新が起こり、大正5年には（1916年）には27代現明が跡を継いだ。27代現明は考古学者としても業績を残したことで知られる。

## 五箇山の専光寺下道場
上述したように西勝寺は加賀国吉藤専光寺下の道場として始まった寺院であり、周辺の利賀谷の寺院も多くが元専光寺下道場であった。専光寺下道場からいち早く寺身分を得た西勝寺は、近辺の九里道場・来栖道場・高草嶺道場・岩渕道場・細島道場・上畠道場・嶋村道場などを末寺とし現代に至っている。
| 戦国時代             | 戦国時代     | 江戸時代          | 江戸時代          | 近現代            | 近現代            |
| -------------------- | ------------ | ----------------- | ----------------- | ----------------- | ----------------- |
| 加賀国 吉藤 専光寺下 | 坂上道場     | 五谷山 坂上西勝寺 | 五谷山 坂上西勝寺 | 五谷山 坂上西勝寺 | 五谷山 坂上西勝寺 |
| 加賀国 吉藤 専光寺下 | 九里道場     | 坂上 西勝寺下     | 九里道場          | 坂上 西勝寺下     | 九里道場          |
| 加賀国 吉藤 専光寺下 | 来栖道場     | 坂上 西勝寺下     | 来栖道場          | 坂上 西勝寺下     | 来栖道場          |
| 加賀国 吉藤 専光寺下 | 高草嶺道場   | 坂上 西勝寺下     | 高草嶺道場        | 坂上 西勝寺下     | 高草嶺道場        |
| 加賀国 吉藤 専光寺下 | 高草嶺道場   | 坂上 西勝寺下     | 高草嶺道場        | 坂上 西勝寺下     | 夏焼内道場        |
| 加賀国 吉藤 専光寺下 | 岩渕道場     | 坂上 西勝寺下     | 岩渕道場          | 坂上 西勝寺下     | 岩渕道場          |
| 加賀国 吉藤 専光寺下 | 細島道場     | 坂上 西勝寺下     | 細島道場          | 坂上 西勝寺下     | 細島道場          |
| 加賀国 吉藤 専光寺下 | 上畠道場     | 坂上 西勝寺下     | 上畠道場          | 坂上 西勝寺下     | 上畠道場          |
| 加賀国 吉藤 専光寺下 | -            | 坂上 西勝寺下     | -                 | 坂上 西勝寺下     | 上百瀬道場        |
| 加賀国 吉藤 専光寺下 | 嶋村道場     | 坂上 西勝寺下     | 嶋村道場          | 大島西方寺        | 大島西方寺        |
| 加賀国 吉藤 専光寺下 | 嶋村道場     | 金沢 専光寺下     | 嶋村道場          | 大島称名寺        | 大島称名寺        |
| 加賀国 吉藤 専光寺下 | 田向道場     | 金沢 専光寺下     | 田向道場          | 田向光明寺        | 田向光明寺        |
| 加賀国 吉藤 専光寺下 | 九里ヶ当道場 | 井波 光教寺下     | 九里ヶ当道場      | 井波 光教寺下     | 栗当道場          |
| 加賀国 吉藤 専光寺下 | 祖山道場     | 井波 光教寺下     | 祖山道場          | 井波 光教寺下     | 祖山道場          |
| 加賀国 吉藤 専光寺下 | 杉尾道場     | 金戸専徳寺下      | 杉尾道場          | 金戸専徳寺下      | 杉尾道場          |

## 西勝寺下道場

### 九里道場

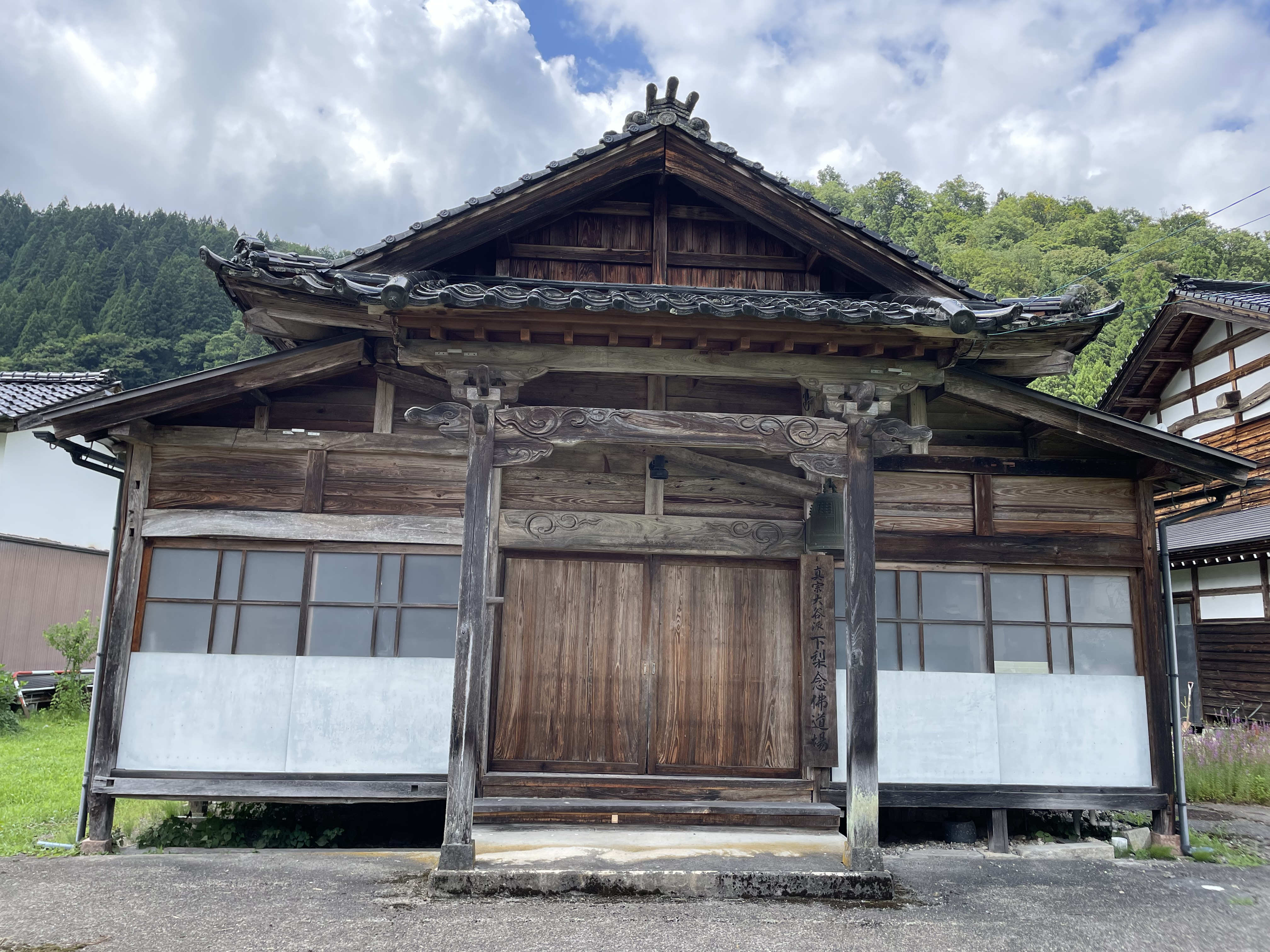
下梨の九里道場。

旧平村下梨集落に位置する道場であるが、先行する瑞泉寺下下梨道場（現瑞願寺）と区別するため、道場役九里少右衛門の姓を取って九里道場と呼ばれる。善徳寺文書などによると慶安元年（1648年）頃の創立と推定され、本堂は幾度かの増築・改修を経て現代に至っている。

### 嶋村道場
戦国時代の一向一揆で用いられたという旗竿を所蔵する、歴史ある道場であったが、江戸時代中期に二つの道場に分裂した。
元々の嶋村道場は西勝寺の下を離れて金沢専光寺下の道場となり、明治以後は称名寺と称した。一方、西勝寺門徒に留まることを選んだ者達が安政2年に道場を新設し、昭和33年（1958年）以後は西方寺と称している。

### 来栖道場

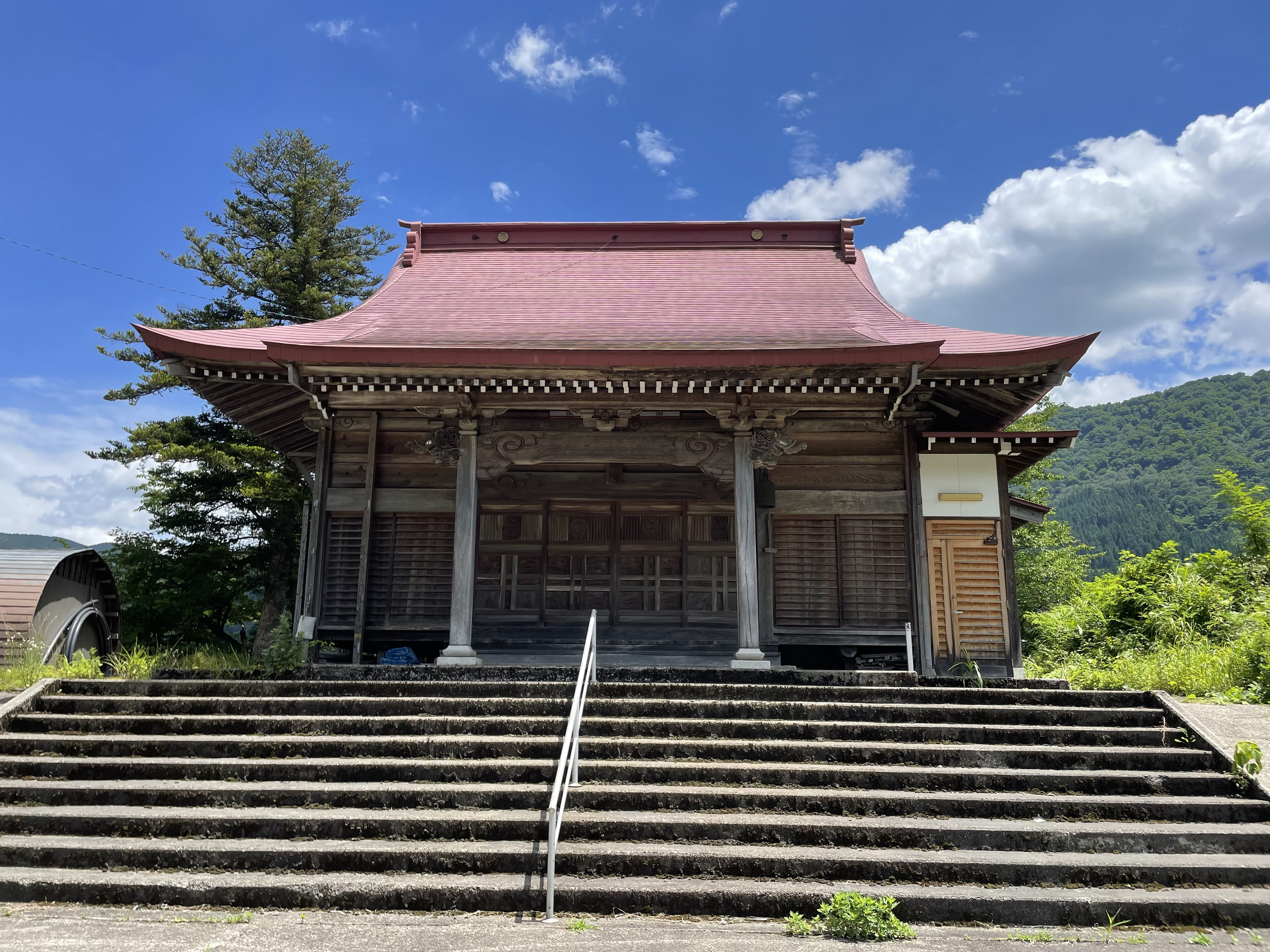
来栖念仏道場。

蓮如筆と伝えられる六字名号・十字名号を所蔵しており、正確な起源は伝わっていないが歴史ある道場とみられる。
西勝寺の位置関係上、西勝寺下道場はほとんどが利賀川流域か庄川右岸の集落であるのに、来栖は庄川左岸でありながら全戸が西勝寺門徒であるという特色がある（下梨九里道場も庄川左岸であるが、集落内の多数派ではない）。
文政元年（1818年）建造の御堂があったが、昭和34年に新築再建され、現在に至っている。

### 高草嶺道場

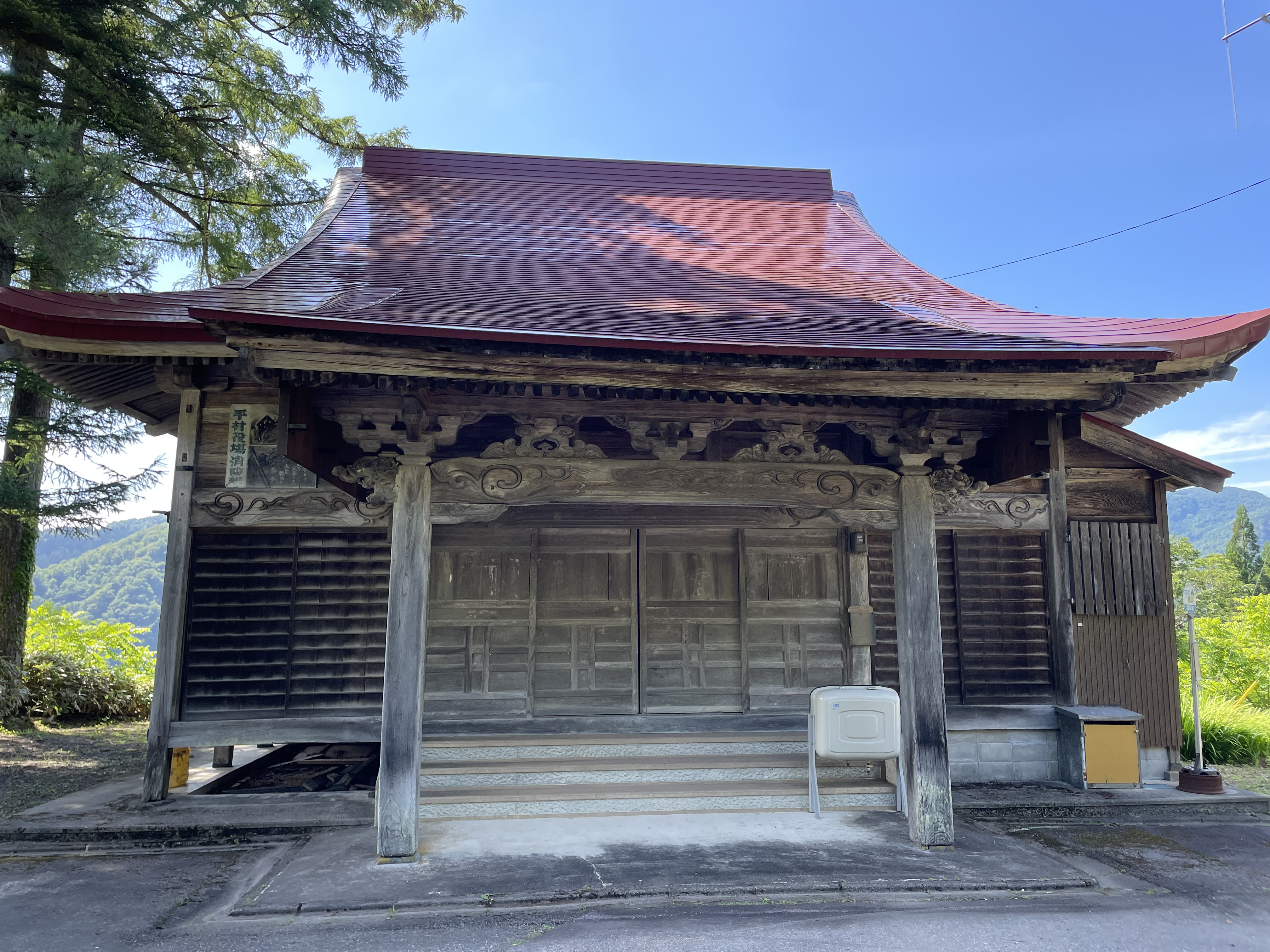
高草嶺念仏道場。

もとは高草嶺村・夏焼村両村の道場であったが、明治37年（1904年）に火災があったことを機に、夏焼道場が分離して高草村のみの道場となった。
本尊の阿弥陀如来木像は、元々は佐々木家が所蔵していたものが、田中吉平宅に移された後、本尊とされたと伝えられている。

### 夏焼道場
明治40年（1907年）に高草道場から分離して成立し、私宅の一角に在所の仏間を設ける内道場の形式を取っている。

### 上畠道場

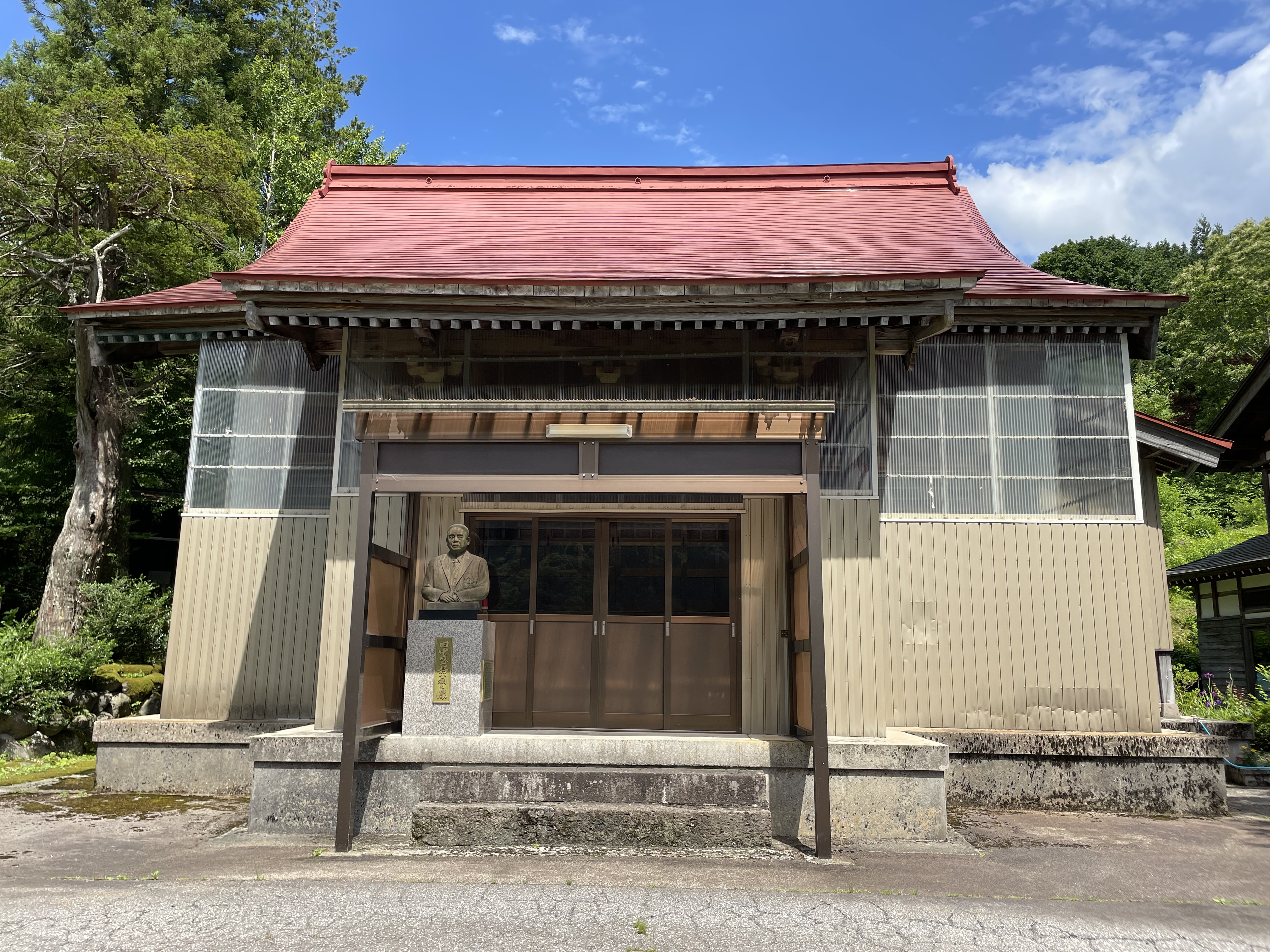
上畠念仏道場。

安永年間の道場坊は孫兵衛で、その子孫が代々跡を継ぎ、明治時代以後は田中姓を名乗った。
昭和30年（1955年）に本堂が改築されている。21世紀初頭の道場坊は田中幹夫で、南砺市長を平成20年（2008年）より務めている。現在、上畠道場の近辺には上畠神明宮・利賀瞑想の郷がある。

### 細島道場
安永年間の道場坊は四郎右衛門（前川家）であったが、江戸時代末期に甚六（長谷家）に代わっている。独立した建物がなく、私宅の一角に在所の仏間を設ける内道場の形式を取っている。

### 岩渕道場

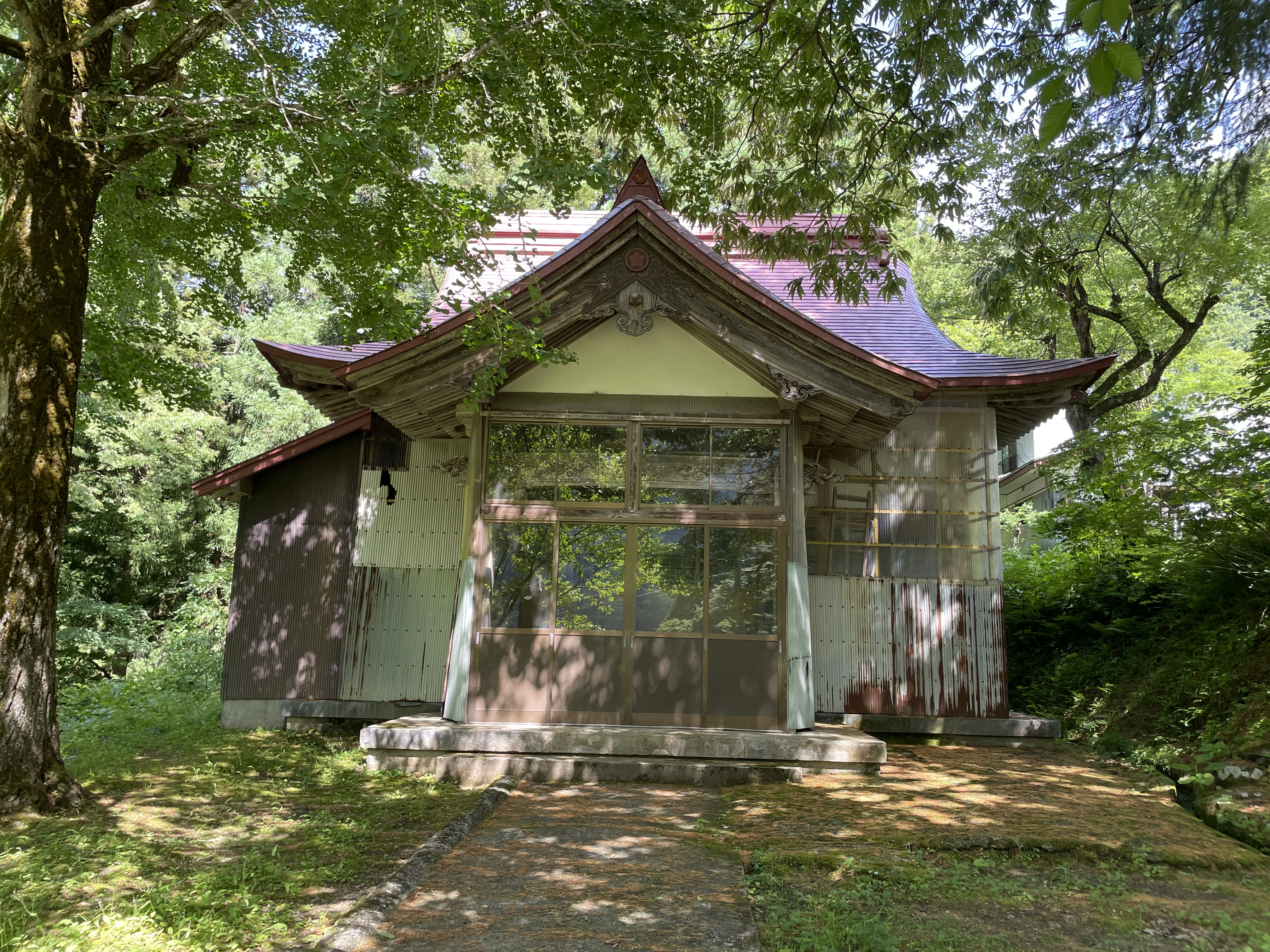
岩渕念仏道場。

江戸時代末期に創建された道場で、21世紀初頭の道場坊は高田武俊。現在の本堂は昭和42年に建造されたものである。

### 上百瀬道場
明治時代の末に創立された道場で、21世紀初頭の道場坊は宮崎道正。私宅の一角に在所の仏間を設ける内道場の形式を取っている。

## 近隣情報
- 坂上八幡宮
- うまいもん館
- 利賀ふれあいの森

いずれも同じ坂上集落内に位置する。